# Татьяна Барбакова
Татьяна Барбакова (Барбакофф, нем. Tatjana Barbakoff; настоящее имя Циля (Ципора) Айзиковна Эдельберг (нем. Cilly (Tsipora) Edelberg), 15 августа 1899, Айзпуте — 6 февраля 1944, Освенцим) — русская, немецкая и французская танцовщица, которая вдохновила многих художников, фотографов и скульпторов XX века. В 1920-х — 1930-х годах была широко известна в Европе, по популярности и таланту её сравнивали с Айседорой Дункан. Депортирована в лагерь смерти Аушвиц и погибла там в газовой камере.

## Биография

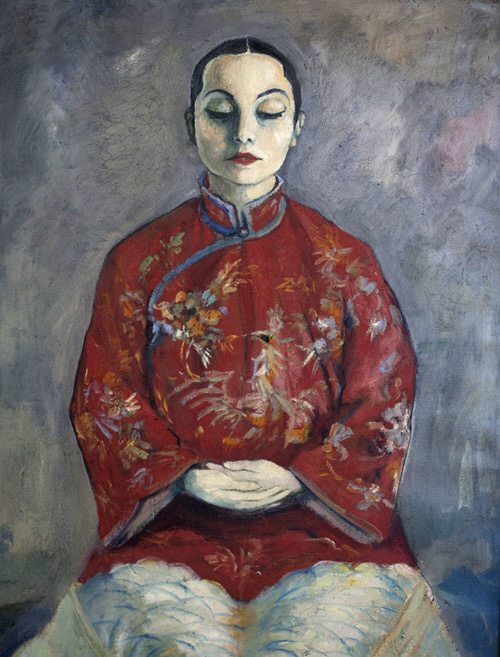
Вальдемар Флайг. Татьяна Барбакова в китайском костюме. 1927. Францисканский музей в Филлинген-Швеннингене

Циля Эйдельберг родилась 15 августа 1899 года в Айзпуте Курляндской губернии Российской империи (ныне Айзпутский край Латвии). Её отец Айзик был мясником, мать Геня была родом из Китая. Поменяла имя на Ципора. У неё была сестра Фани, а также старший брат. После смерти матери отец женился на Хае Соре Ицкович и у них в 1912 году родилась дочь. С 10 лет училась балету.
В 1918 году она уехала с немецким солдатом Георгом Вальдманном (Georg Waldmann, род. 1880), который служил в странах Балтии во время Первой мировой войны. Они встречаются во время его военной службы, и позже женятся. Вместе со своим мужем, выступающим под псевдонимом Марсель Буасье (Marcel Boissier), она исполняет китайские и русские танцы в кабаре и различных шоу. С 1921 года она давала сольные концерты в крупнейших домах своей страны и за границей, для неё шились причудливые пластичные костюмы. Выступала в Дюссельдорфе, Берлине, Франкфурте-на-Майне, совершила тур по Франции, Швейцарии и Венгрии. В этот период некоторые еврейки становятся звёздами кабаре. Татьяна Барбакова становится звездой кабаре и танцовщицей, известной в мире своими яркими костюмами, красотой и чувством юмора. Она становится музой для союза «Молодой Рейнланд», для художников, фотографов и скульпторов, среди них Эмиль Штумпп, Отто Панкок, Бенно Элькан, Кристиан Рольфс, Отто Дикс, Эрих Хеккель, Арнольд Хенслер, Юпп Рюбзам, Хелен Дам, Рудольф Хейниш, Кася Шадурская, Герман Хундт, Вальдемар Флайг и Герт Генрих Вольхейм. С 1926 года Татьяна выступает с французской балериной Катрин де Вилье (Catherine de Villiers) и расстаётся с мужем. После прихода к власти Гитлера и выступления 9 мая 1933 в Париже, она переезжает в Париж, вместе с партнёром, немецким художником Гертом Генрихом Вольхеймом, выступает в Швейцарии, Нидерландах и Франции.
После нападения Германии на Францию, 10 мая 1940 года Татьяна была интернирована в лагерь Гюрс. После освобождения в июне, она скрылась от немцев и отправилась в Не, оттуда в Клель, к югу от Гренобля. 20 октября 1940 года она пишет отчаянное письмо подруге Марие Мон (Maria Mon) в Прешак-Наварренс, в котором просит прислать продукты. Чудом она находит своего партнера Герта Генриха Вольхейма. После ухода итальянцев с Лазурного берега, Татьяна переезжает в Ниццу, где была схвачена гестапо. 23 января 1944 года она была депортирована в лагерь Дранси под Парижем. 3 февраля 1944 года конвой № 67 отвез её в Освенцим, где 6 февраля 1944 года она была отравлена газом. Ей было 44 года.

## Память

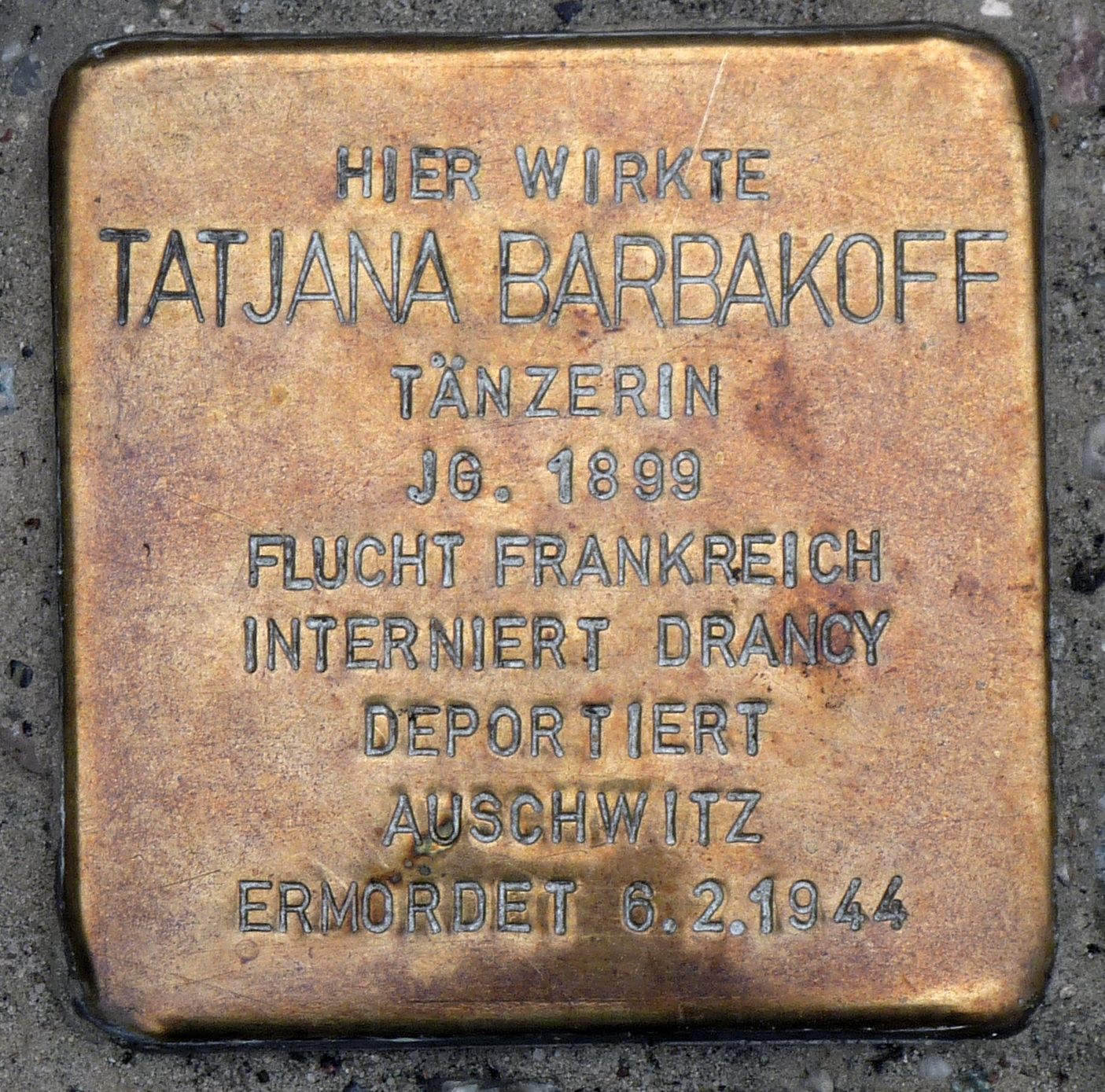
Камень преткновения Татьяны Барбаковой, установленный в мае 2011 года в Берлине, в районе Шарлоттенбург округа Шарлоттенбург-Вильмерсдорф

Портрет Татьяны 1928 года работы Герта Генриха Вольхейма хранится в Израильском музее. В городском музее Дюссельдорфа хранятся фотографии, портреты и скульптурные портреты Татьяны, а также афиши и сценические костюмы.
В 1986 году в Париже бывшая коллега Юлия Тарди-Маркус (Julia Tardi-Markus) учредила «Премию Татьяны Барбакофф» (Prix Tatiana Barbakoff) для поощрения молодых талантливых танцоров.
В 1991 году советский художник Александр Данов (род. 1941), с 1978 года живущий в Дюссельдорфе, в память о танцовщице пишет картину «Поиск следов».
С 17 октября по 24 ноября 1991 года прошла выставка, посвящённая Татьяне Барбаковой, в городском музее Дюссельдорфа, в 2002—2003 гг. в August-Macke-Haus в Бонне. С 13 ноября 2005 года по 31 мая 2006 года проходила выставка, посвящённая Татьяне Барбаковой, в музее Steinwache в Дортмунде. Выставка «Татьяна Барбакова. Забытая танцовщица в картинах и документах» (Tatjana Barbakoff : eine vergessene Tänzerin in Bildern und Dokumentation) прошла с 18 января по 1 марта 2009 года в Kultur Bahnhof Eller в Дюссельдорфе, с 18 марта по 27 июня 2010 года — в Das Verborgene Museum в Берлине, с 27 октября 2010 года по 30 января 2011 года — в Frauen Museum Wiesbaden в Висбадене.
Над биографией Татьяны Барбаковой работал рижский историк Александр Фейгманис (Aleksandrs Feigmanis), его исследования и обнаруженные документы помогли уточнить факты обстоятельства жизни Татьяны Барбаковой, систематизировать даты и факты.
В мае 2011 года установлен камень преткновения Татьяны Барбаковой в Берлине, в районе Шарлоттенбург округа Шарлоттенбург-Вильмерсдорф.
Немецкий хореограф Оксана Чи (Oxana Chi) поставила танцевальную пьесу Dancing Through Gardens (Durch Gärten Tanzen) в память о Татьяне Барбаковой. Французский режиссёр Лейла Зами (Layla Zami) в 2014 году сняла документальный фильм о показе этого спектакля на открытом воздухе в Индонезии. Постановка и фильм получили несколько наград.